# Jaime Barrios Peña
Jaime Barrios Peña (20 de agosto de 1921-Estocolmo, 31 de octubre de 2009) fue un psicoanalista, filósofo, escritor, artista plástico, diplomático guatemalteco.

## Biografía
Parte a México donde realiza brillantes estudios en psicología y en filosofía en la UNAM. Su tesis obtiene el premio cum laude. 
Miembro fundador de la Sociedad Interamericana de Psicología, México, diciembre 1951.
Nombrado profesor titular de tests proyectivos en la facultad de psicología de la UNAM, decide regresar a Guatemala donde desarrollará una productiva carrera como docente en la Universidad de San Carlos.
Embajador de carrera (hace estudios de derecho internacional y diplomacia en la Universidad Tadeo Lozano de Bogotá). Desempeña misiones en Colombia, Costa Rica y Argentina. 
Miembro del comité de redacción del proyecto de convención regional sobre el reconocimiento de estudios y de diplomas de estudios superiores en América Latina y el Caribe de la UNESCO, San José de Costa Rica, 21-28 de enero 1974.
Parte a Estocolmo, donde anima un grupo de personas de la tercera edad y desarrolla talleres de creatividad artística.
Creador de la antropocinética, aplica el término para analizar el mestizaje a través de la creación estética en América Latina, desde la conquista hasta nuestros días.

### Trabajos de reflexión psicoanalítica
- El concepto de individuación en las anomalías de la personalidad; test de apercepción temática, T. A. T. México, 1949.
- Aspectos psicológicos y psicopatológicos de la incertidumbre. México, D.F. : [s.n.], 1949
- Psicología y psicopatología de la incertidumbre, Guatemala: Ministerio de Educación Pública, 1952.
- Consideraciones sobre el test de Szondi. Guatemala: Ministerio de Educación Pública [1952]
- Transgresión y reeducación. Guatemala: Ministerio de Educación Pública, 1956
- Psicología de la personalidad. Guatemala: [s.n.], 1961.
- Integración de la personalidad y proceso educativo. Guatemala:Editorial del Ministerio de Educación Pública "José de Pineda Ibarra", 1961.
- Prueba proyectiva nacional. Guatemala: Universidad de San Carlos de Guatemala [1964]
- Del mito a la existencia: reelaboración sobre una marca. Estocolmo: Fenix, 1991.
- La función paterna en el acto creador hacia una estética de la nada, Estocolmo: Fenix, 1993.[5]

### Ensayos filosóficos y de estética aplicada
- Pregón de Otoño. Guatemala: Universidad de San Carlos de Guatemala [1964]
- Ensayos sobre integración cultural latinoamericana. Guatemala: Editorial "José de Pineda Ibarra", 1977.
- Arte mestizo en América Latina: discurso y mutación cultural, quinientos años después, 1492-1992. Buenos Aires: Fénix, 1989.
- Strindberg, Bergman y Norén: la tragedia de la restitución. Estocolmo: Fénix, 1998.
- Herederos del Espíritu Kukulkán: pintura guatemalteca que enlaza dos siglos. Guatemala: Artemis, 2002.[6]
- El dictador como testimonio en la literatura hispanoamericana. Estocolmo: Fénix, 2000
- Somos viejos y seguimos naciendo. Estocolmo: Fénix, 2001
- Inconsistencia de la cordura: fanatismo y dogmatismo. Guatemala: Palo de Hormigo, 2003.
- Oficio de lo imposible (poemas). Guatemala : Editorial Palo de Hormigo, 2004.
- La última instancia: el único recurso. Guatemala: Palo de Hormigo, 2005.
- Quinientos años después: arte mestizo (segunda edición), Guatemala:editorial de la universidad de San Carlos de Guatemala, 2007.